# Dasychira eclipes
Dasychira eclipes är en fjärilsart som beskrevs av Collenette 1939. Dasychira eclipes ingår i släktet Dasychira och familjen tofsspinnare. Inga underarter finns listade i Catalogue of Life.